# Vienenburg
Vienenburg is een stadsdeel van de stad Goslar in de Duitse deelstaat Nedersaksen.

## Geografie, infrastructuur

Situering gemeente Goslar: Vienenburg is het meest (noord)oostelijke deel van deze gemeente.
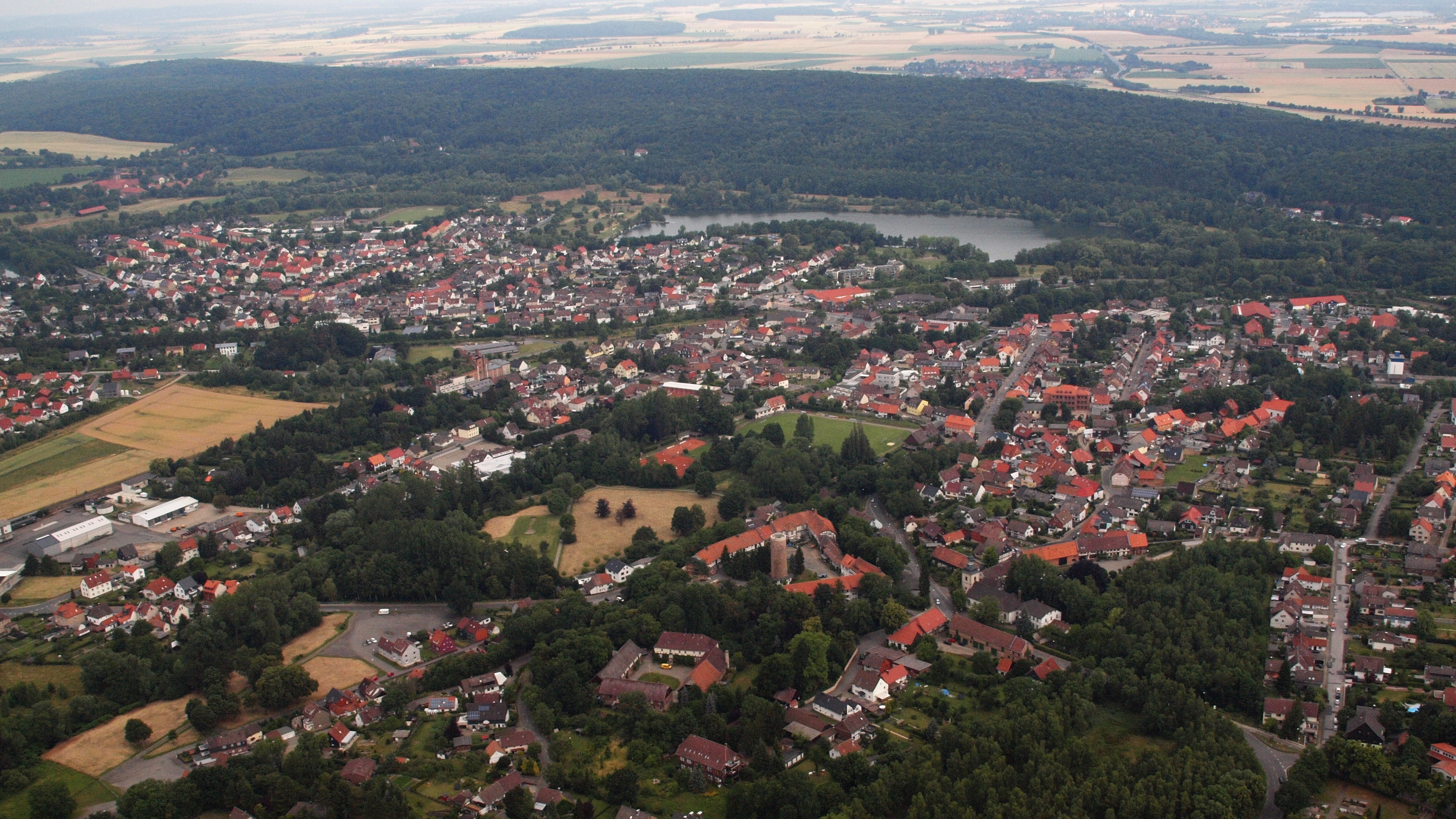
Luchtfoto van het stadje Vienenburg

### Ligging
Het stadsdeel ligt ongeveer 12 kilometer ten noordoosten van Goslar aan de monding van het riviertje de Radau in de Oker. Vienenburg ligt in een tamelijk vlak gebied (125-175 m hoogte) ten noorden van het Harzgebergte, dat Harzvorland wordt genoemd. De tamelijk vruchtbare vlaktes worden onderbroken door enkele kleine, in het verleden ertsrijke, heuvelruggen. Hiertoe behoort de 256 meter hoge Harlyberg direct ten noorden van het stadje Vienenburg.

### Indeling van Vienenburg
Vienenburg is een Stadtteil (stadsdeel) van Goslar. Het had eind 2021 circa 10.050 inwoners, en wordt onderverdeeld in zes Ortschaften:
- Vienenburg-stad (5.400), afstand vanaf Goslar-centrum over de Bundesstraße 241 circa 12 km in noordoostelijke richting
- Immenrode (1.500; oppervlakte 1.007 ha., hoogte 181 meter boven zeeniveau), afstand vanaf Goslar-centrum over de Bundesstraße 82 circa 7 km in noord-noordoostelijke richting
- Lengde (600; oppervlakte 977 ha., hoogte 129 meter boven zeeniveau), enkele kilometers ten noorden van Vienenburg
- Lochtum (600; oppervlakte 1.149 ha., hoogte 156 meter boven zeeniveau) het meest oostelijke plaatsje in de gemeente Goslar, 16 km van Goslar en 3½ km van Vienenburg verwijderd
- Weddingen (600; oppervlakte 712 ha., hoogte 166 meter boven zeeniveau), enkele kilometers ten westen van Vienenburg
- Wiedelah (1.350; oppervlakte 718 ha., hoogte 130 meter boven zeeniveau), direct ten oosten van Vienenburg

Tussen haakjes het aantal inwoners, bron bevolkingscijfers: Website Landkreis Goslar. Peildatum: 31 december 2021. De inwonertallen van de Stadtteile en Ortschaften werden door de statistici van de Landkreis op basis van eerdere cijfers van de gemeente geëxtrapoleerd en zo kloppend gemaakt. Ze zijn dus niet exact. Daarom zijn deze hier afgerond weergegeven.

### Wapensvan deOrtschaftenvan Vienenburg

Immenrode
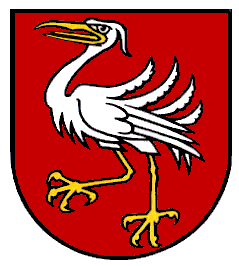
Lengde
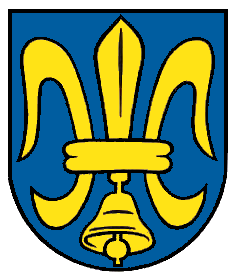
Lochtum
Weddingen
Wiedelah

### Buurgemeentes buiten de Landkreis Goslar
- Schladen-Werla, in de Landkreis Wolfenbüttel
- Osterwieck, Landkreis Harz, Saksen-Anhalt

### Infrastructuur

#### Wegverkeer
De dichtstbijzijnde autosnelweg is de Autobahn A36 vanuit Braunschweig (stad). Bij Lengde en Vienenburg liggen de afritten 11 en 12 van deze Autobahn.
Door de gemeente lopen enkele Bundesstraßen:
- de Bundesstraße 6, vanuit het centrum van Goslar, en daarvandaan om het zuidoosten van Vienenburg heen naar Bad Harzburg
- de Bundesstraße 82, vanuit het westen, van Goslar langs Immenrode en Weddingen, naar Schöningen, niet ver ten zuiden van Helmstedt.
- de Bundesstraße 241, vanuit het zuidwesten, langs Hahnenklee en Goslar-stad naar Vienenburg en afrit 12 van de A36.

#### Openbaar vervoer

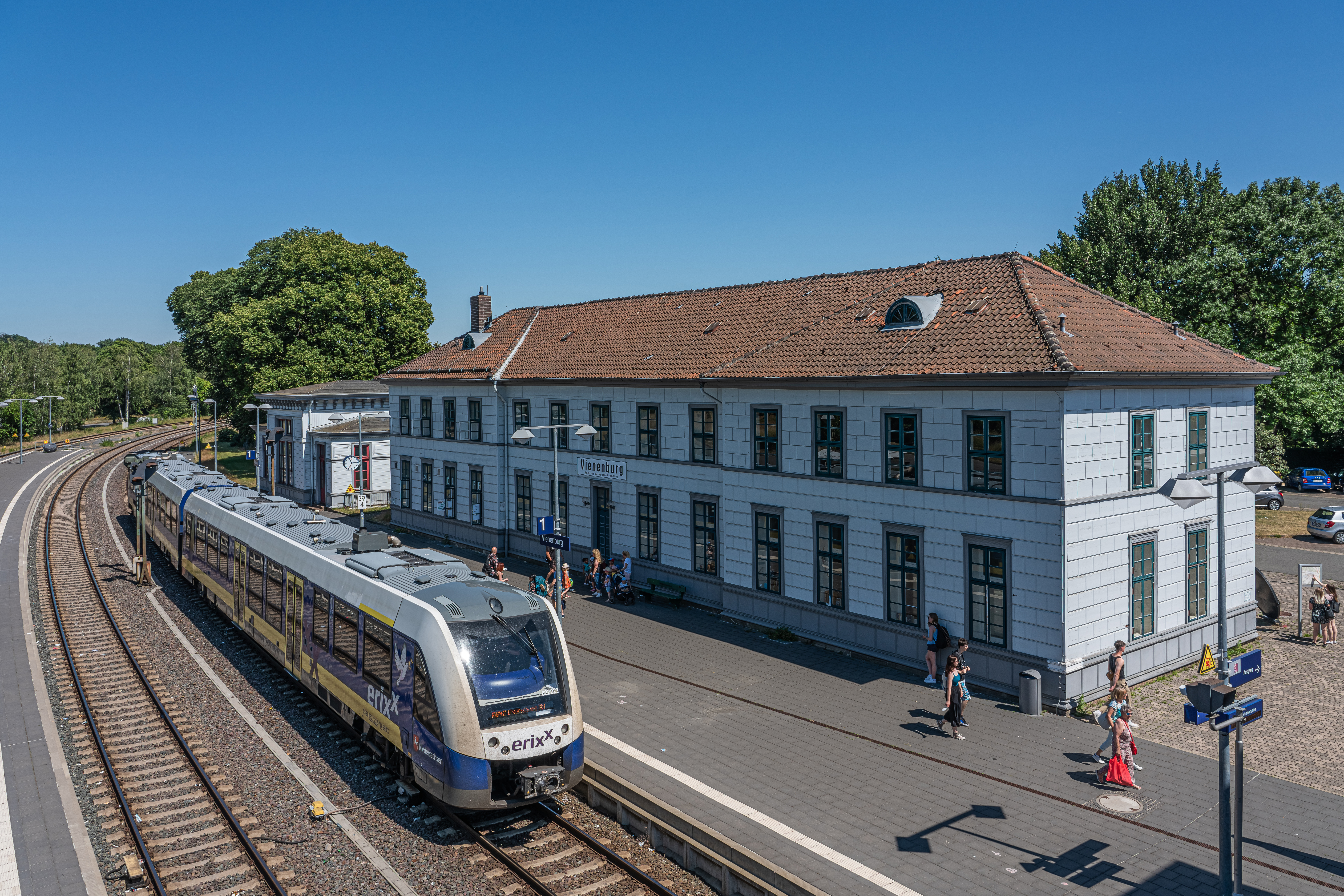
Station Vienenburg
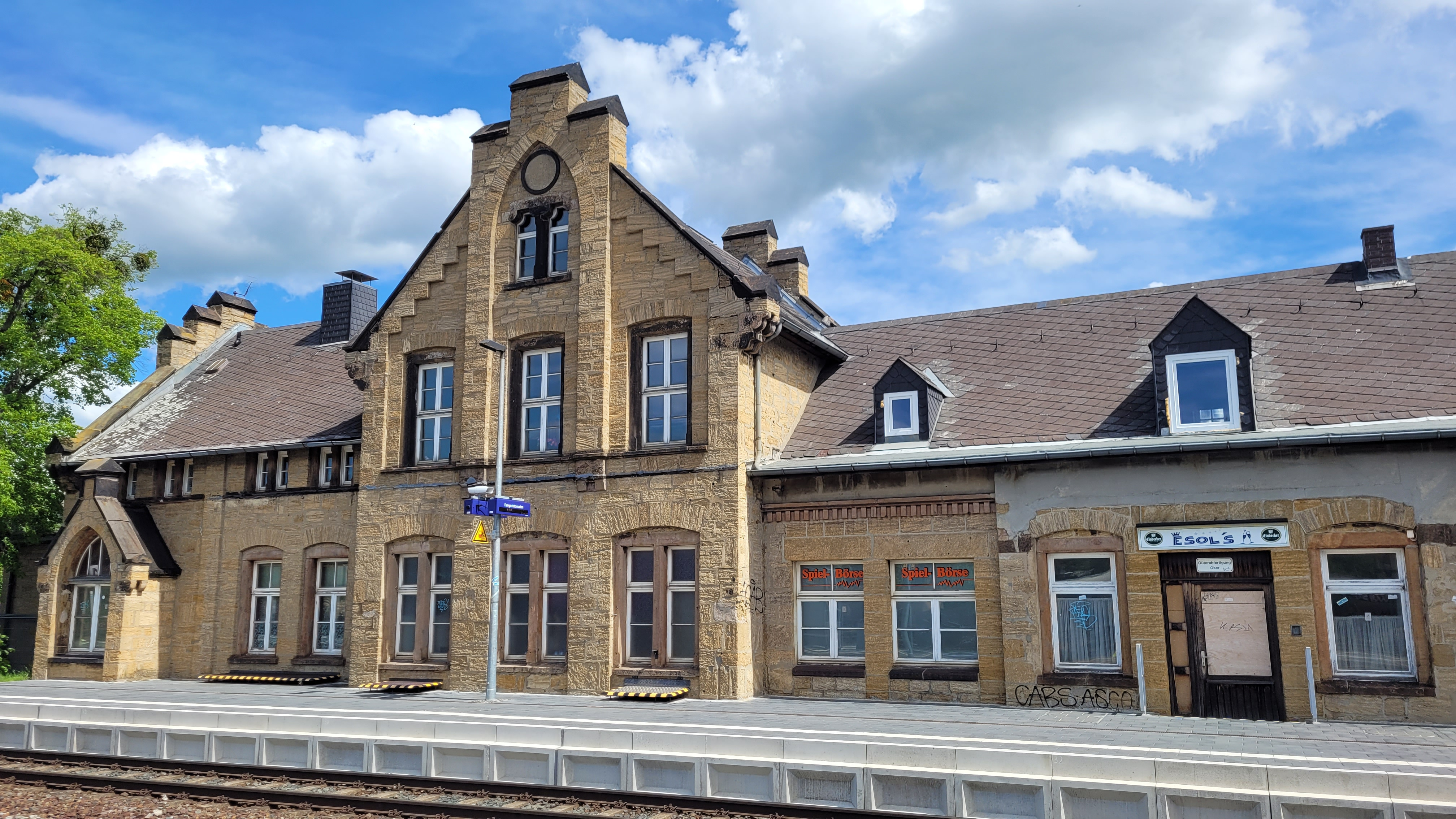
Station Oker

Station Vienenburg is een klein regionaal knooppunt van spoorlijnen. In het station begint o.a. de spoorlijn Vienenburg - Goslar. Ook is er aansluiting op lokaalspoorwegen naar o.a. Maagdenburg en Halle (Saale) (zie: Spoorlijn Halle - Vienenburg) . Aan de lijn naar Goslar ligt ook Station Oker, vanwaar men kan overstappen op de trein naar Bad Harzburg, en Station Goslar.

## Geschiedenis
Omstreeks 1066 zou Adalbert van Bremen, aartsbisschop van Bremen, tijdens een conflict met Anno II, aartsbisschop van Keulen, in Lochtum zijn ondergedoken.
Het hier beschreven gebied was vanaf de 12e eeuw tot aan de Napoleontische tijd een vaak betwiste grensregio van het Prinsbisdom Hildesheim, dat het vaakst de macht in handen had, het Hertogdom Brunswijk-Lüneburg en de Mark Brandenburg. De landsheer liet het gebied door lokale edelen besturen, die over een strategisch gunstig gelegen kasteel of herenhuis in hun gebied beschikten. Deze lokale heren twistten regelmatig met elkaar, en gingen zich ook wel eens te buiten aan roof en plundering. De geschiedenis van dit gebied levert dan ook een tamelijk chaotisch beeld op.
In de 13e eeuw stond een kasteel Harliburg op de oostflank van de Harlyberg. Daar er een roofridder huisde, werd het in 1291 door troepen van het Prinsbisdom Hildesheim met de grond gelijk gemaakt. In de directe omgeving werden toen de kastelen Wiedelah en Vienenburg (grensvestingen van het Prinsbisdom Hildesheim) gebouwd.
Vienenburg werd in 1306 voor het eerst in een document vermeld. Van 1935 tot en met 2013 had het stadsrechten; deze gingen door de gemeentelijke herindeling verloren, doordat ook Goslar, waar Vienenburg per 1 januari 2014 toe ging behoren, een stad is.
De Duitse Orde had vanaf de 13e eeuw te Weddingen bezittingen. In de 16e en 17e eeuw bezat zij de Komtur, die in 1803 Pruisisch staatsdomein werd. Tegenwoordig staat hier de Komtur-Hof, een zeer grote boerderij. De Duitse Orde liet in 1786 ook de vervallen dorpskerk van Weddingen door nieuwbouw vervangen.
In 1841 kreeg Vienenburg als één der allereerste plaatsen in Duitsland een spoorwegaansluiting, en wel aan een lijn van Wolfenbüttel naar Brunswijk.
Van 1884 tot 8 mei 1930 was bij Vienenburg een grote kalimijn in bedrijf. Op laatstgenoemde datum liepen de mijnschachten plotseling vol water en stortten in. Alle mijnwerkers wisten te ontkomen. Door de instorting ontstond een krater van 100 meter doorsnede, en spoorwegen werden ondermijnd of spoelden zelfs weg. De kaliwinning is nooit hervat. Tot na 1985 was er nog sprake van schade aan en instortingsgevaar van gebouwen aan de zuidoostkant van Vienenburg, doordat de grond eronder ten gevolge van dit ongeluk was ondermijnd.
Tot 1 januari 2014 was Vienenburg een zelfstandige stad in de Landkreis Goslar. In september 2022 werd de hoofdgemeenteverordening van de gemeente Goslar gewijzigd. Hierdoor kwam de hierboven vermelde indeling van Vienenburg in zes Ortschaften tot stand.

## Bezienswaardigheden
- Het monumentale stationsgebouw van Vienenburg (1841) met bijgebouwtje (keizerlijke wachtkamer, Kaisersaal) uit 1875; dit gebouwtje herbergt een klein spoorwegmuseum.
- Van het oude kasteel Burg Vienenburg is een ruïne bewaard gebleven, met een bergfried. Vanaf deze toren heeft men een fraai panorama over het stadje en de omgeving. Rondom het kasteel staan enkele van de weinige oude vakwerkhuizen van het stadje. Hierin zijn o.a. enkele horecabedrijven gevestigd.
- De binnenstad van Vienenburg bezit verder nagenoeg geen schilderachtige, oude huizen meer. Wel zijn deze hier en daar nog in de dorpen om het stadje heen aanwezig.
- Vienenburg bezit enkele interessante kerk- en kloostergebouwen, vaak met een barok interieur.
  - De evangelisch-lutherse Mariakerk te Lochtum geldt als het mooiste en verreweg bezienswaardigste kerkje van de wijde omgeving; vooral het interieur, met o.a. een monumentaal 18e-eeuws kerkorgel, is weelderig. Helaas kan men dit kerkje vrijwel uitsluitend bezoeken, door aan de zondagse kerkdienst deel te nemen. Gegevens over de bouwgeschiedenis ervan kunnen eveneens uitsluitend ter plaatse worden opgevraagd.
  - De kloosterkerk van klooster Wöltingerode bestaat uit drie delen, waarvan het oudste, romaanse deel als kerk in gebruik is. De andere gedeelten worden als o.a. concertzaal gebruikt.
- Het nonnenklooster Wöltingerode, één kilometer ten westen van Vienenburg, werd in 1174 gesticht. Het was eerst benedictijns en vanaf 1216 cisterciënzers, en was al spoedig één van de belangrijkste kloosters in de wijde omtrek. In de 16e en 17e eeuw was het een speelbal in de voortdurende twisten om het gebied tussen rooms-katholieke en evangelisch-lutherse heersers. In 1676 werd het door brand verwoest en in de twintig jaren daarna herbouwd. In 1809 werd het geseculariseerd. Het gebouwencomplex is in hoofdzaak in gebruik als hotel met twee restaurants, en met congres- en trouwlocaties. Ook is er een schnapsbranderij, een zalmkwekerij en een aantal ambachtelijke bedrijfjes en winkeltjes in gevestigd.
- Het kasteel van Wiedelah werd in 1297 gebouwd, omstreeks 1600 in renaissancestijl gerenoveerd en in de Dertigjarige Oorlog, in 1625, door Albrecht von Wallenstein tijdelijk bezet. Het fraai gelegen, aan drie kanten omgrachte kasteel met een rechthoekige bergfried, waarvan de muren drie meter dik zijn, is privé bewoond en kan niet bezichtigd worden.
- Wandelen in het heuvelachtige Harly-Wald tussen Vienenburg en Lengde
- Ten zuidwesten van Vienenburg is het dal van de Oker wegens de aanwezigheid van zeldzame flora en fauna tot natuurreservaat verklaard (Naturschutzgebiet Okertal südlich Vienenburg).
- Aan de noordrand van Vienenburg ligt de 800 meter lange, 17 hectare grote, door grindwinning ontstane recreatieplas Vienenburger See.

## Afbeeldingen

### Kerk- en kloostergebouwen

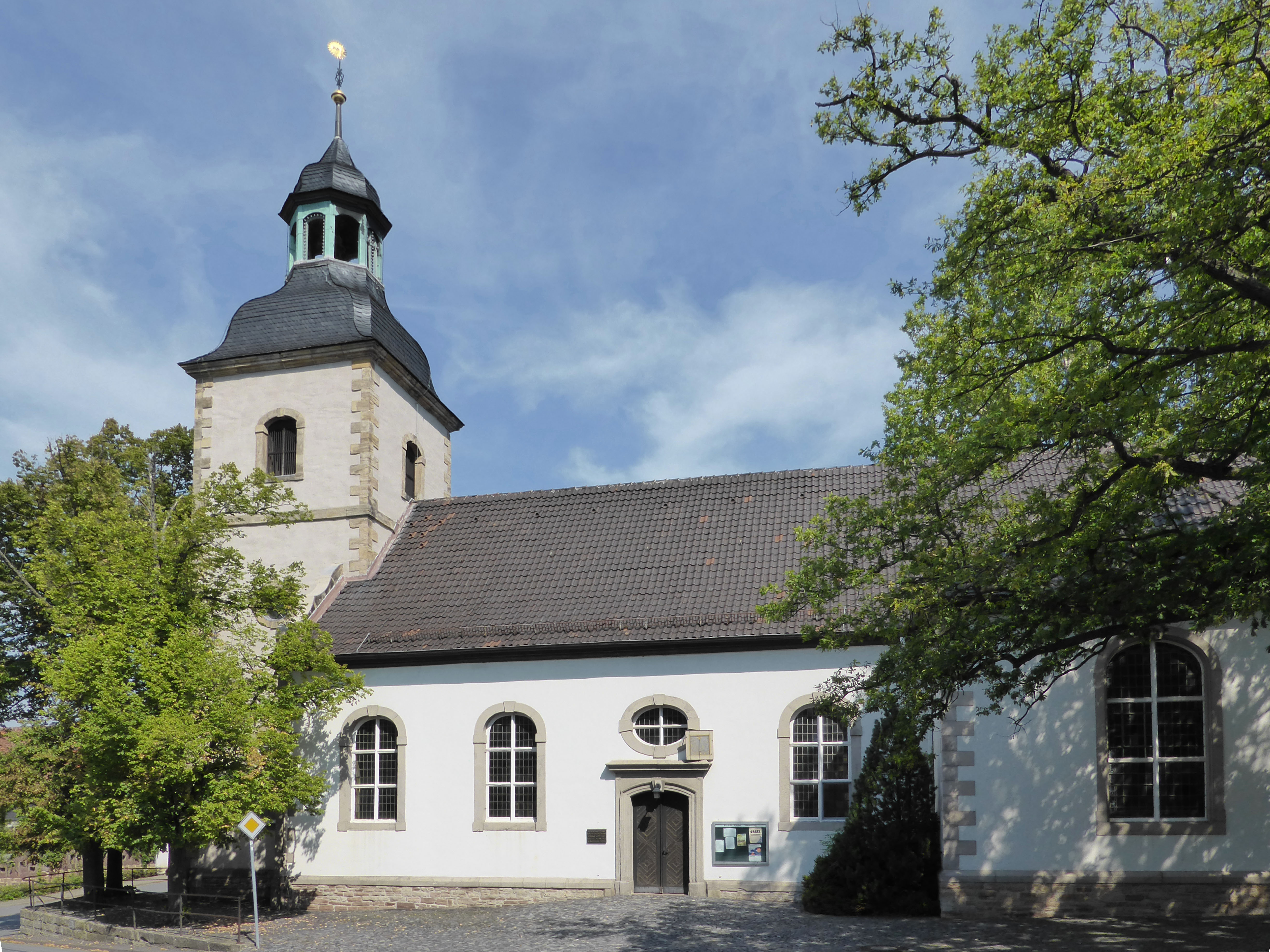
Evangelisch-lutherse kerk van Vienenburg
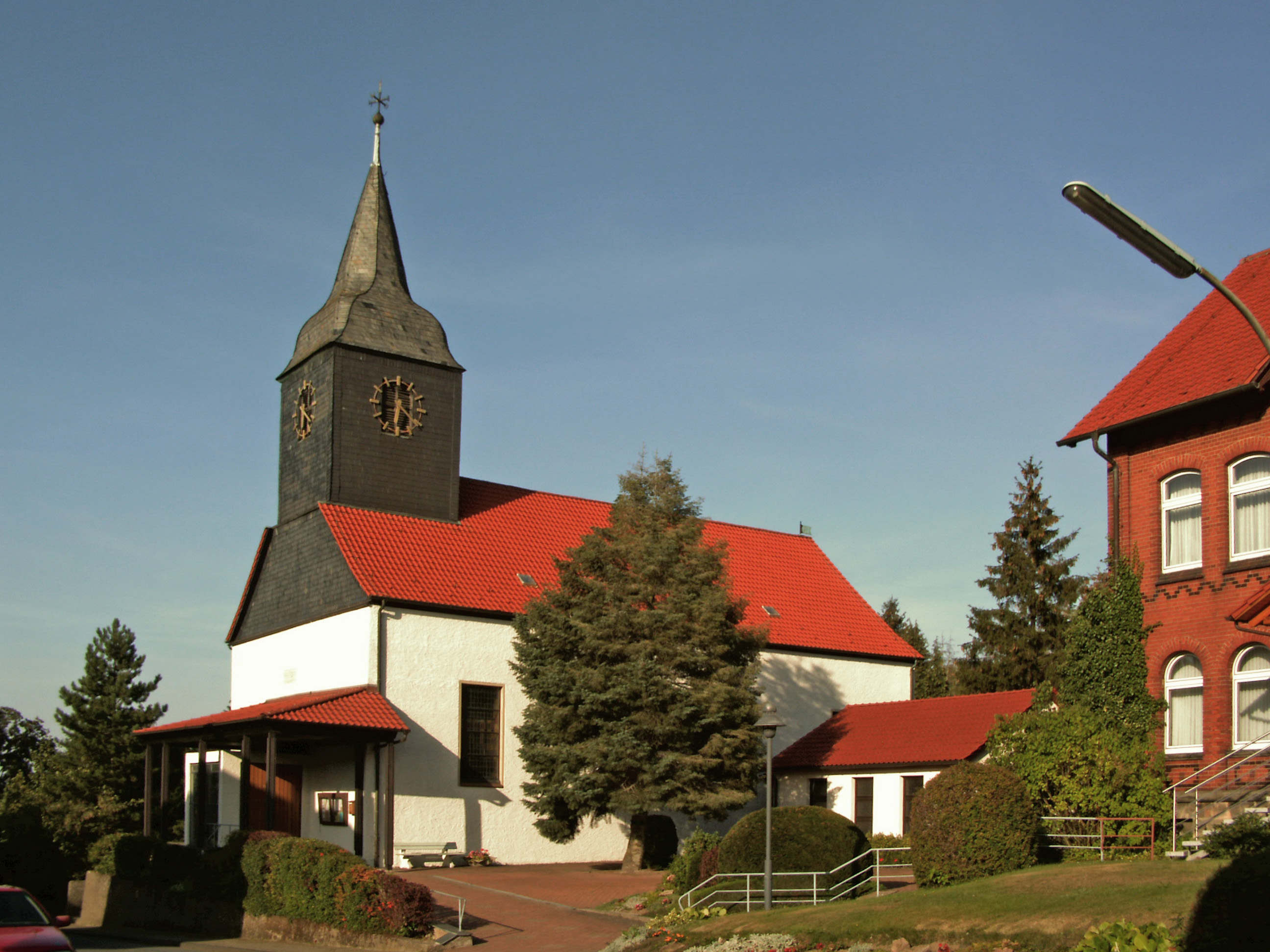
R.K. kerk Heilige Familie (1824) te Vienenburg
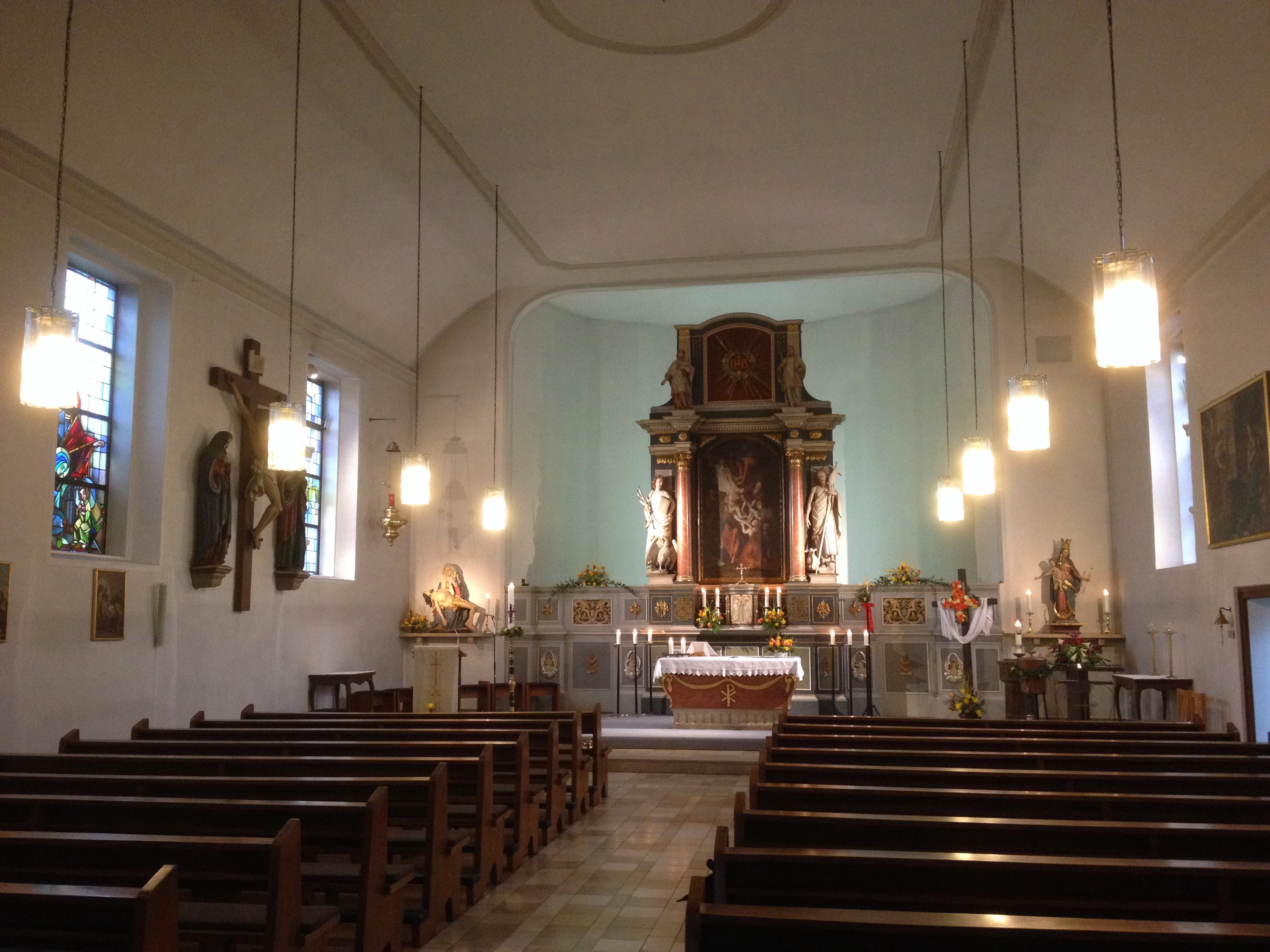
Interieur van deze kerk
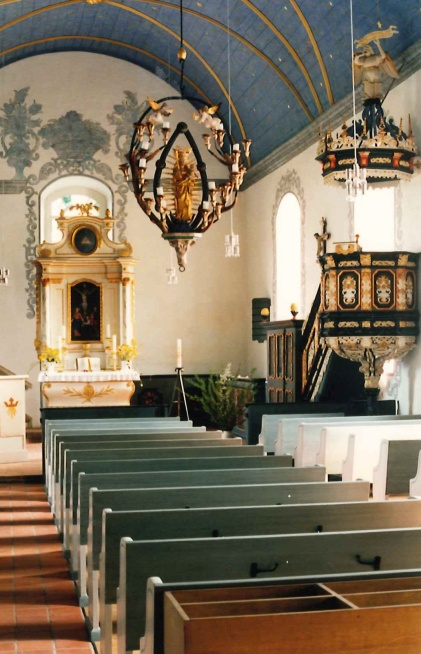
Interieur evangelisch-lutherse Mariakerk Lochtum
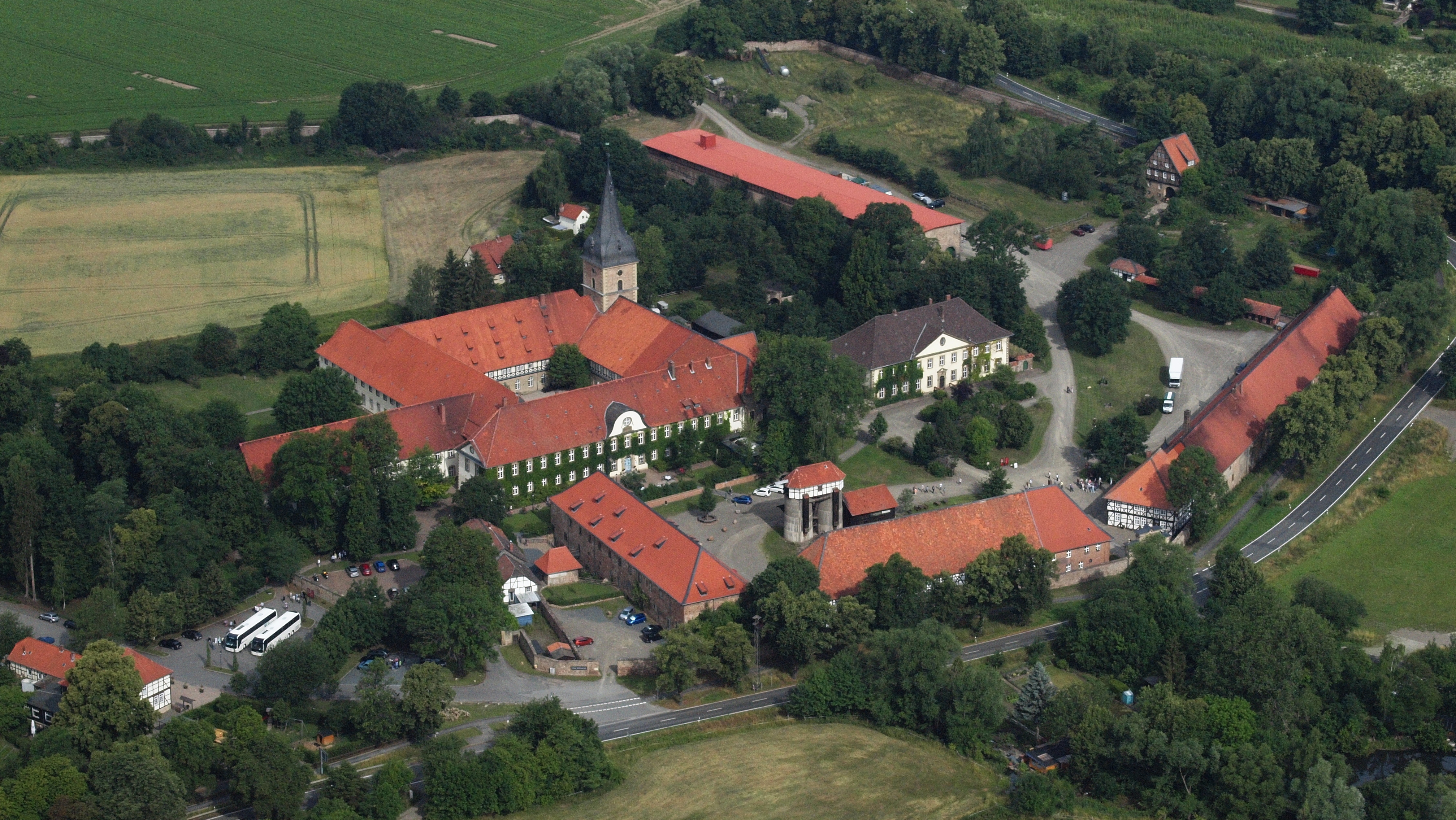
Klooster Wöltingerode, luchtfoto
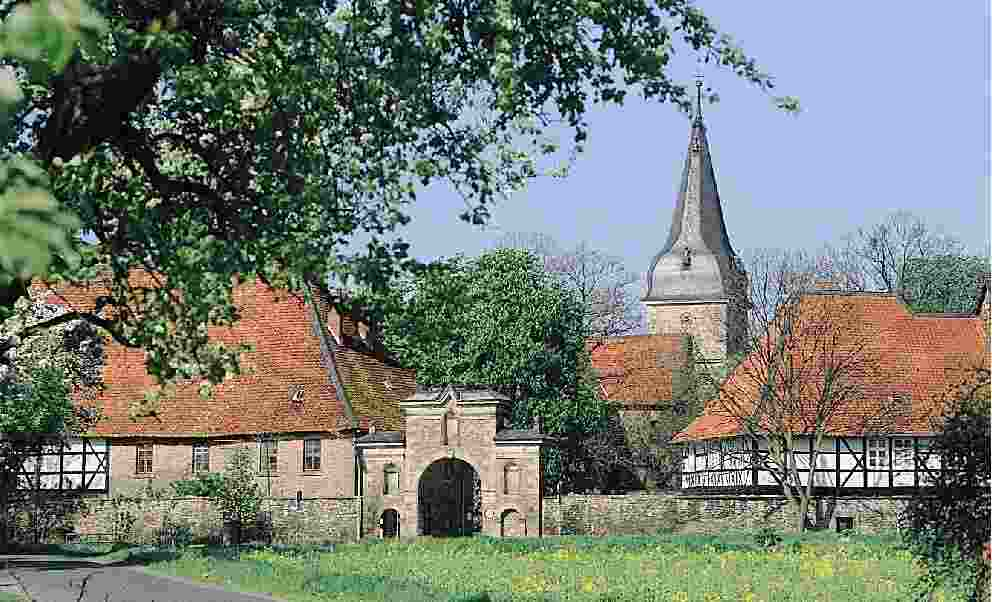
Klooster Wöltingerode
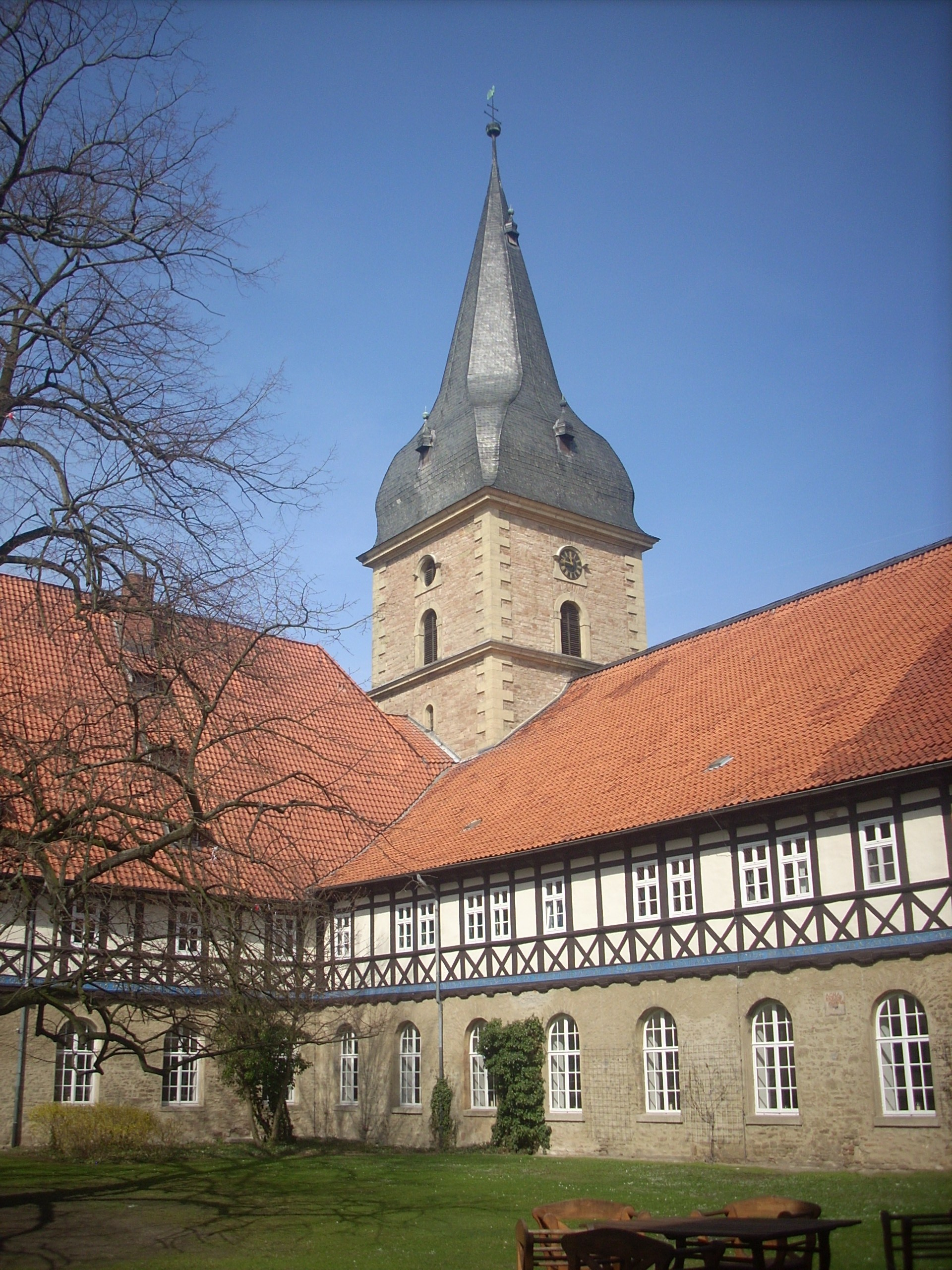
Binnenplaats en voormalige kruisgang van dit klooster
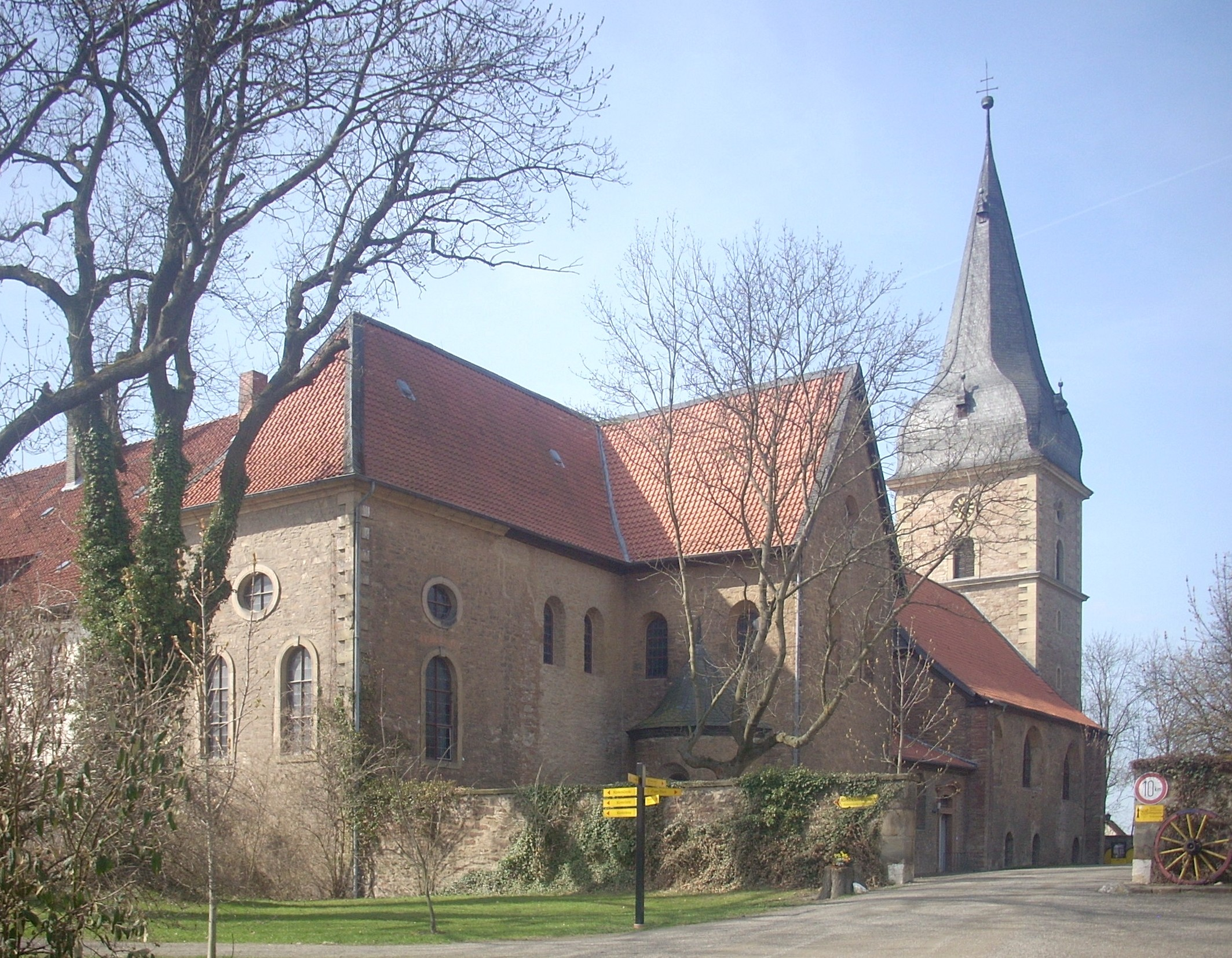
Kloosterkerk Wöltingerode
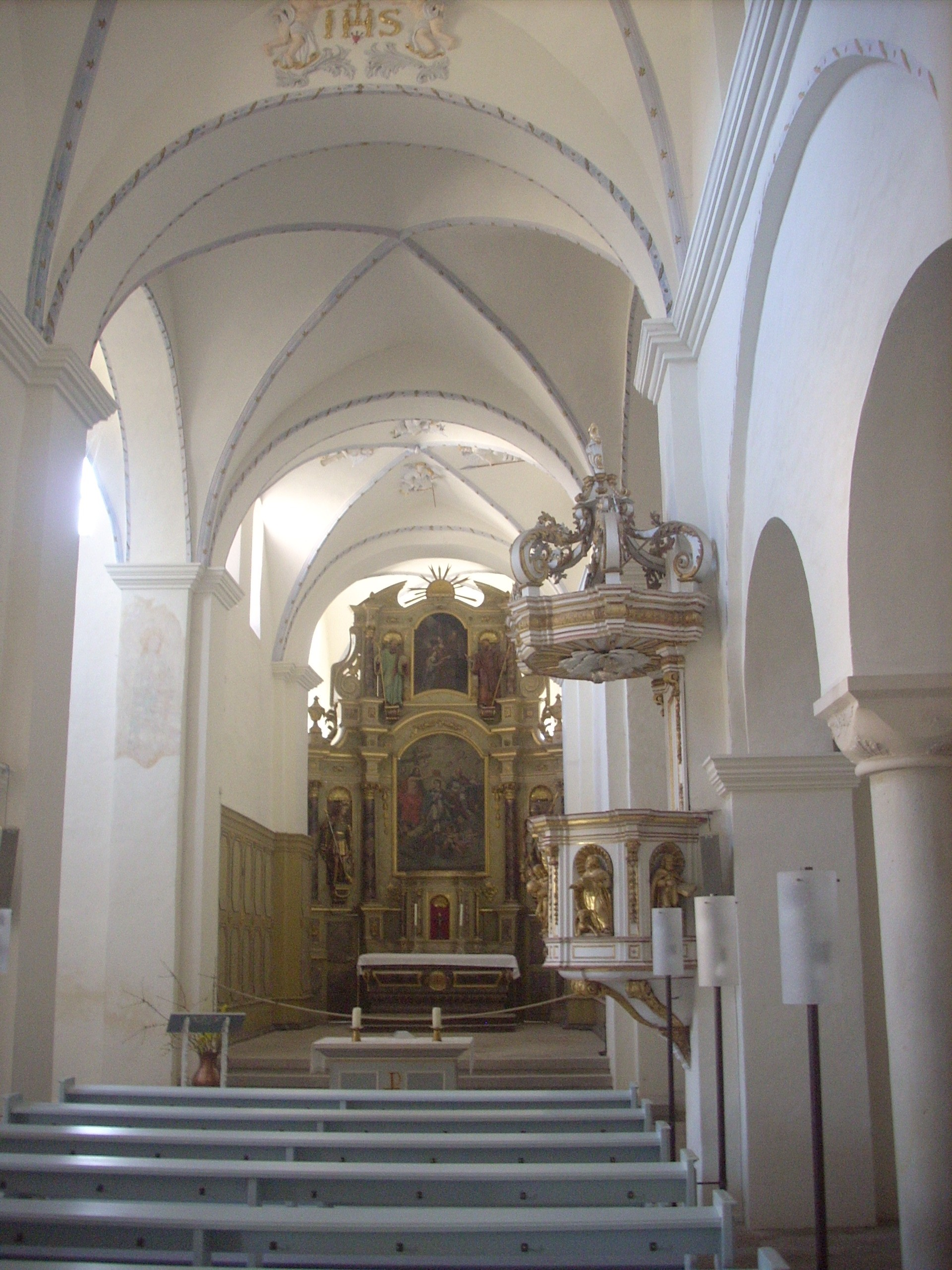
Barok interieur van deze kerk

### Overige

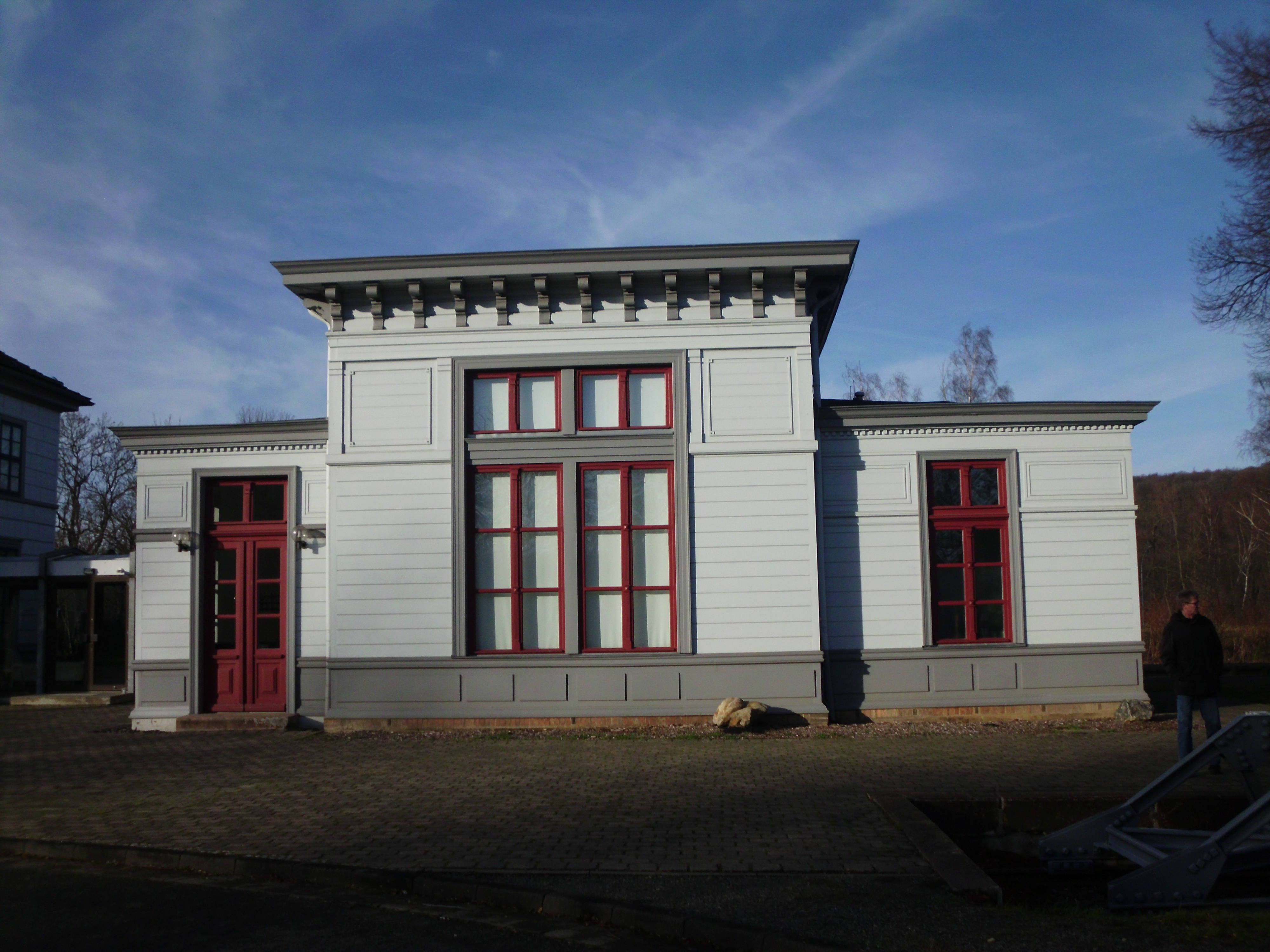
Kaisersaal (1875) station Vienenburg
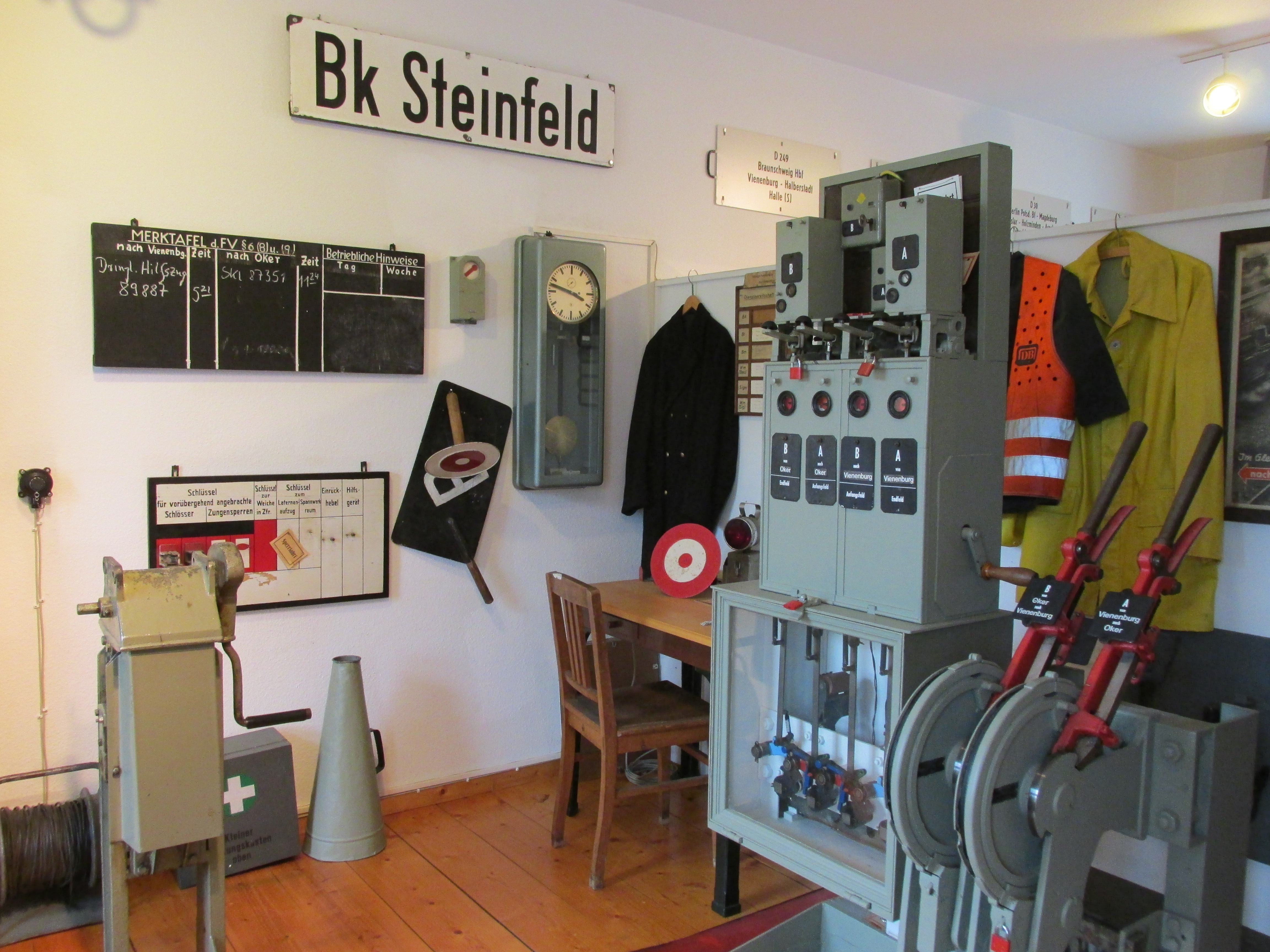
Collectie spoorwegmuseum
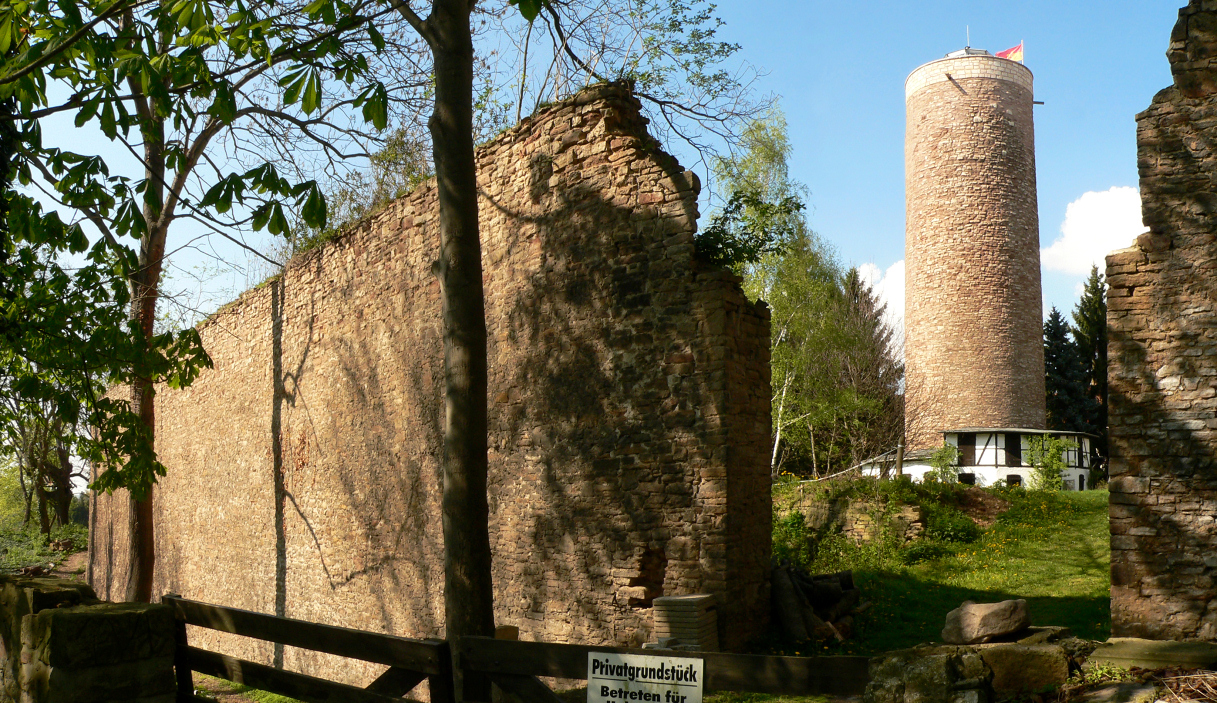
Kasteelruïne Vienenburg
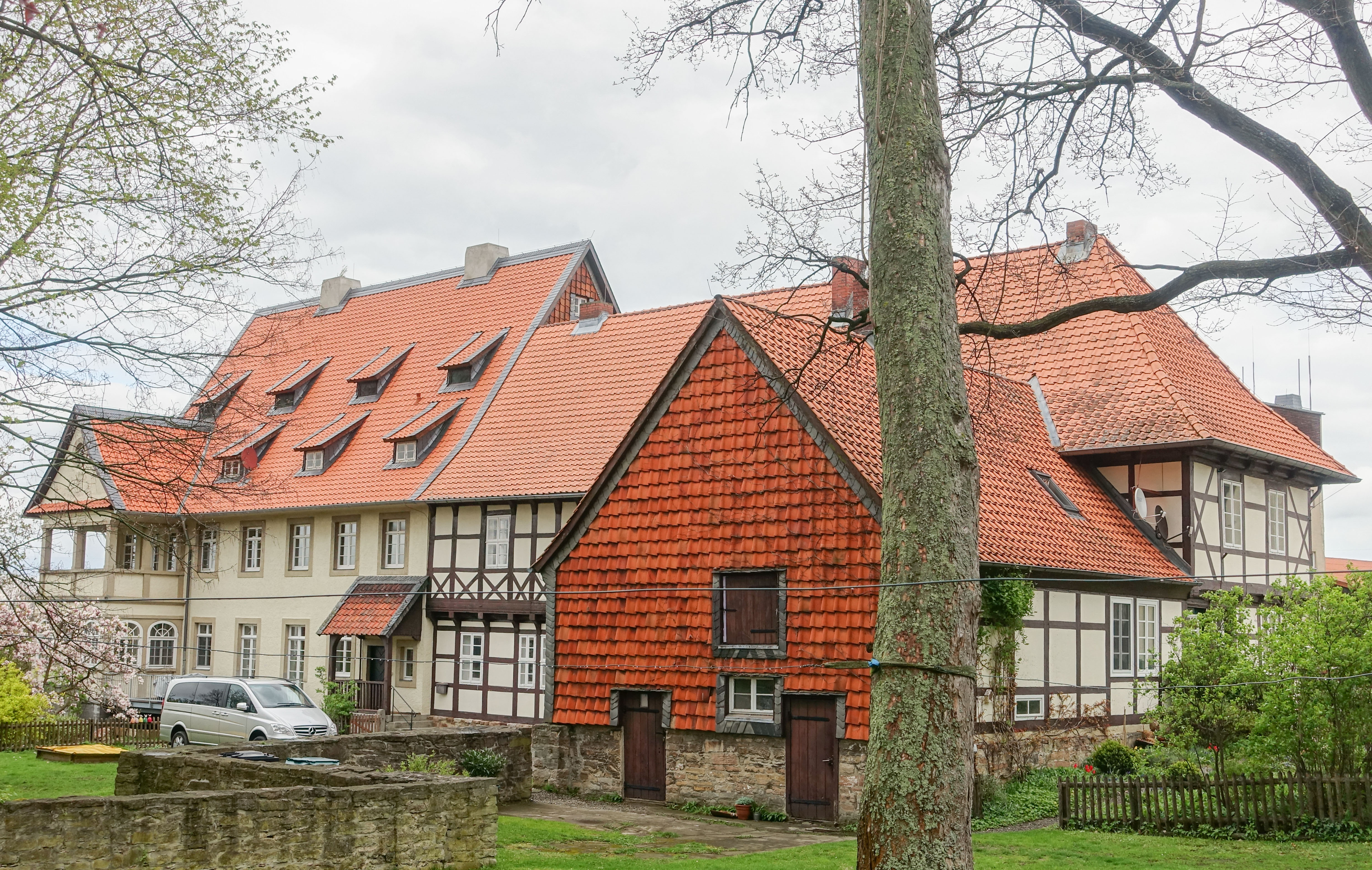
Gezicht op de Komturhof te Weddingen
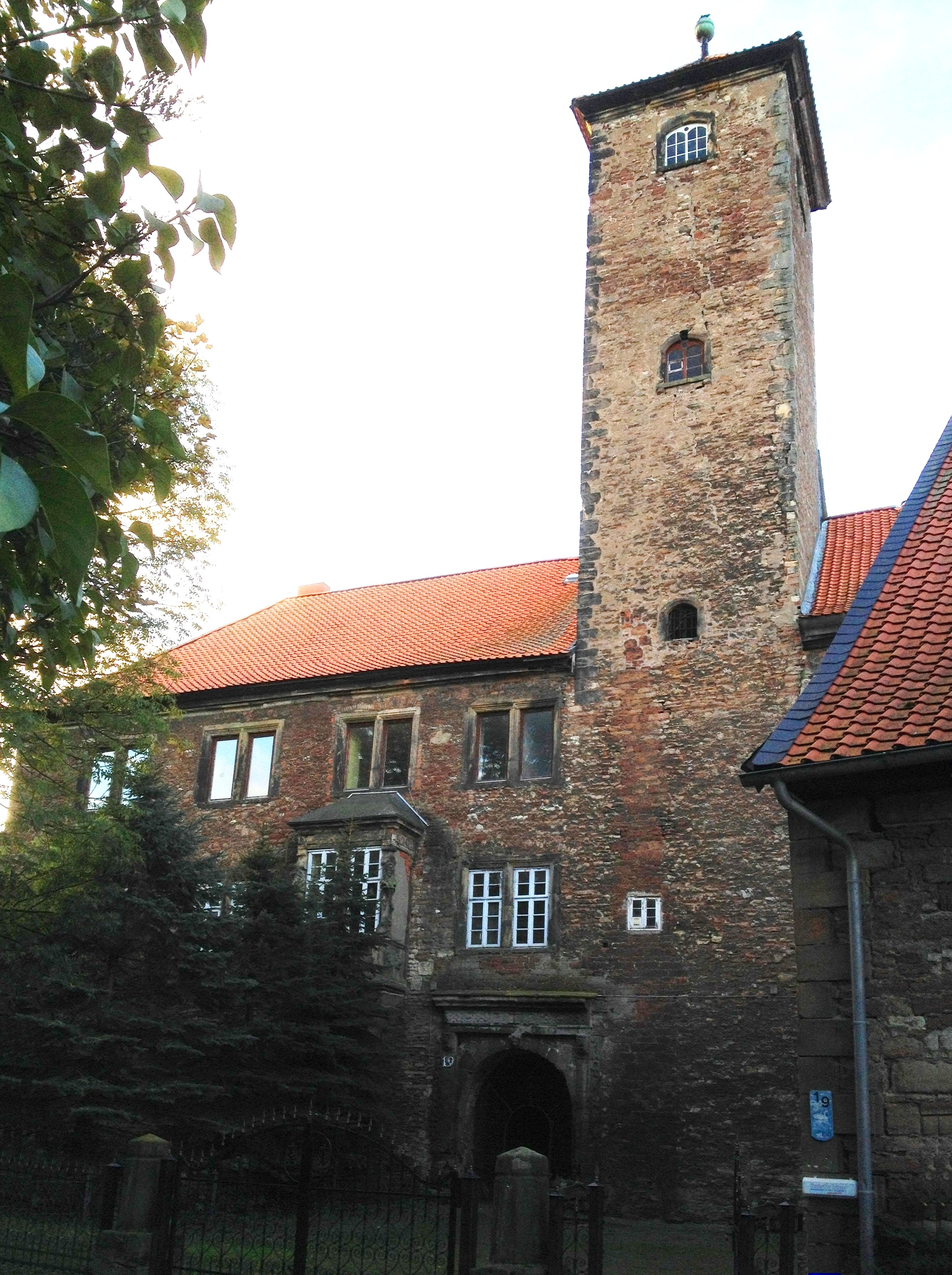
Kasteel Wiedelah
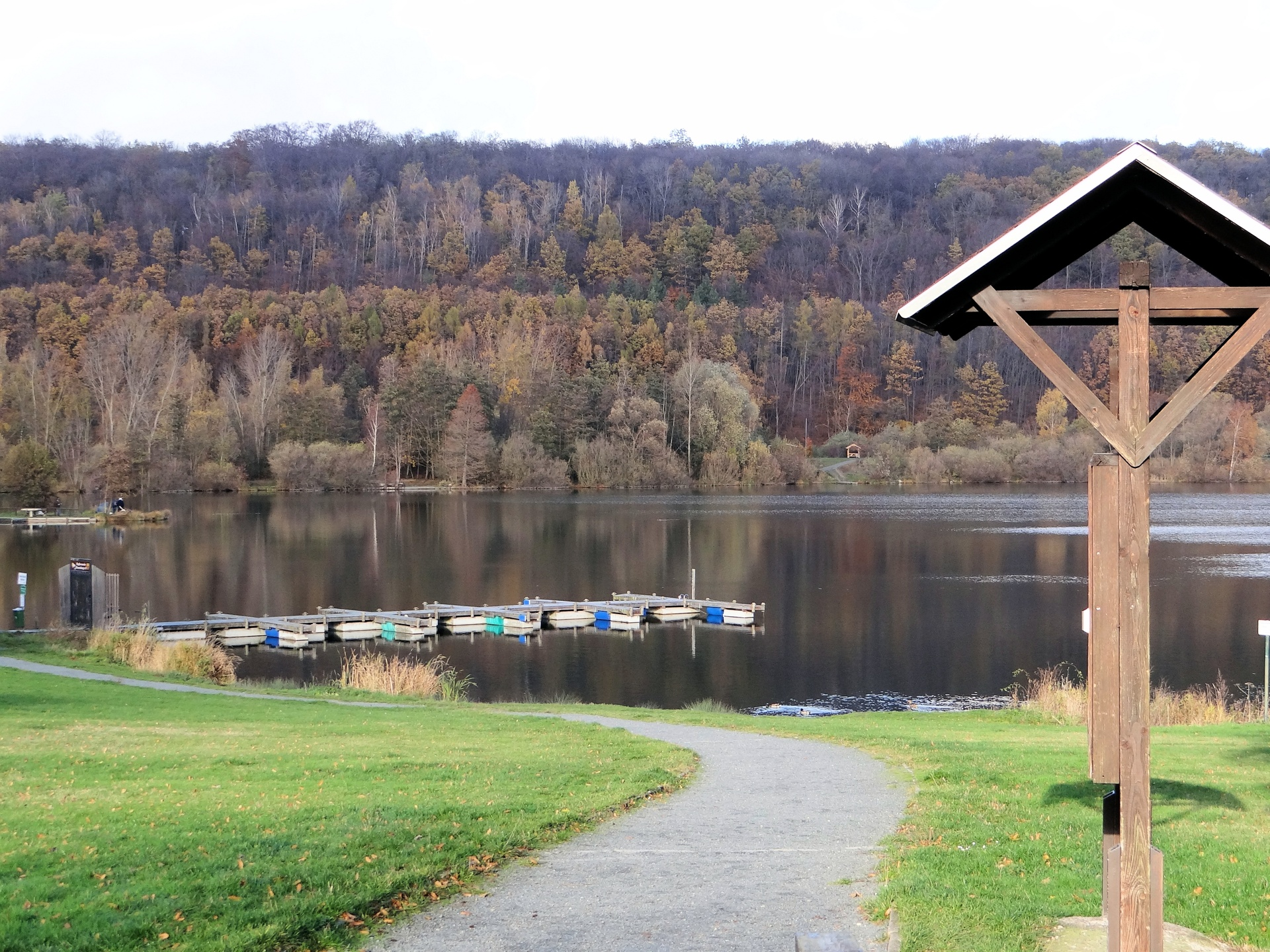
Vienenburger See

## Varia
- Met Forres (Schotland) bestaat sinds 1984 een jumelage.